# 파고 (2019년 영화)
"파고"(Height of the Wave)는 한국에서 제작된 박정범 감독의 2019년 드라마 영화이다. 최은서 등이 주연으로 출연하였다. 2019년 8월 제72회 로카르노 국제 영화제에서 국제적으로 초연되었으며 국제 대회 부문에서 심사위원상을 수상하였다.

## 출연

### 주연
- 최은서
- 이연

## 기타
- 사운드: 정상현